# Pablo Tecson
Artykuł ten został zgłoszony do umieszczenia na stronie głównej w rubryce „Czy wiesz”.
Pomóż nam go sprawdzić: oceń zgłoszoną nominację.
Pablo Tecson (ur. 4 lipca 1859, zm. 1933) – filipiński polityk i wojskowy. 

## Życiorys
Urodził się w San Miguel w prowincji Bulacan. Podstawy edukacji zdobył w rodzinnym mieście, następnie kształcił się w Colegio de San Juan de Letran w stołecznej Manili. Krótko pracował w założonym w 1890 piśmie katolickim ukazującym się w języku tagalskim Patnubay ng Catolico. Zaangażował się w działalność niepodległościową, wstąpił do Katipunanu, tajnej, wzorowanej na masonerii organizacji, której celem było wyzwolenie Filipin spod panowania hiszpańskiego. Stał za utworzeniem lokalnego oddziału Katipunanu. Po wybuchu rewolucji z 1896 włączył się w walkę zbrojną z kolonizatorami. Dowodził atakami na garnizony w San Miguel, San Rafael oraz w kilku innych miastach. Wcielony do rewolucyjnej armii filipińskiej, otrzymał w niej początkowo stopień majora. Z czasem został awansowany do stopnia pułkownika, służył pod rozkazami generała Gregorio del Pilara. Przydzielony został do strefy obejmującej północną część Luzonu. 
Wybrano go w skład Kongresu z Malolos, w którym to reprezentował Cagayan. Walnie przyczynił się do wprowadzenia rozdziału Kościoła od państwa w filipińskim porządku prawnym. W głosowaniu bowiem nad poprawką proponującą taki właśnie rozdział przeważył szalę na korzyść zwolenników takiego właśnie rozwiązania. Po zakończeniu działań wojennych i podbiciu Filipin przez wojska amerykańskie pozostał aktywny politycznie jako gubernator rodzinnej prowincji. Wszedł w skład filipińskiej delegacji na wystawę światową w Saint Louis w 1904. Z życia politycznego wycofał się w 1906 oddając się pracy na roli. Szczególnie interesowała go produkcja jedwabiu. Dzięki rolnictwu powrócił na pewien czas do pełnienia funkcji publicznych, został dyrektorem do spraw rolnictwa. Pamiętany jest również dzięki przekazaniu należącego doń gruntu w San Miguel do użytku filipińskiej policji. Z kolei teleskop – dar pewnego Hiszpana przed wybuchem rewolucji filipińskiej, przekazał Bibliotece Narodowej.
Zmarł w 1933.